# Germonville
Germonville é uma comuna francesa na região administrativa de Grande Leste, no departamento de Meurthe-et-Moselle. Estende-se por uma área de 5,21 km². Em 2010 a comuna tinha 121 habitantes (densidade: 23,2 hab./km²).